# Ana Maria Covrig
Ana Maria Covrig (Cluj-Napoca, 8 december 1994) is een voormalig wielrenster uit Roemenië. Tot februari 2015 had ze de Italiaanse nationaliteit, daarna kreeg ze de Roemeense nationaliteit. Vanaf 2015 werd ze tien keer Roemeens kampioene; vijf keer op de weg en vijf keer in het tijdrijden. In 2015 kwam ze uit voor Roemenië op de Europese Spelen in Bakoe, Azerbeidzjan, waar ze 50e werd in de wegwedstrijd. Tussen 2014 en 2019 reed ze zes maal de Giro Rosa; haar hoogste klassering was de 21e plaats in het eindklassement in 2016. Ze reed achtereenvolgend voor de Italiaanse ploegen Astana-BePink, Inpa-Bianchi, Top Girls Fassa Bortolo en Eurotarget-Bianchi-Vitasana.

## Palmares
2015

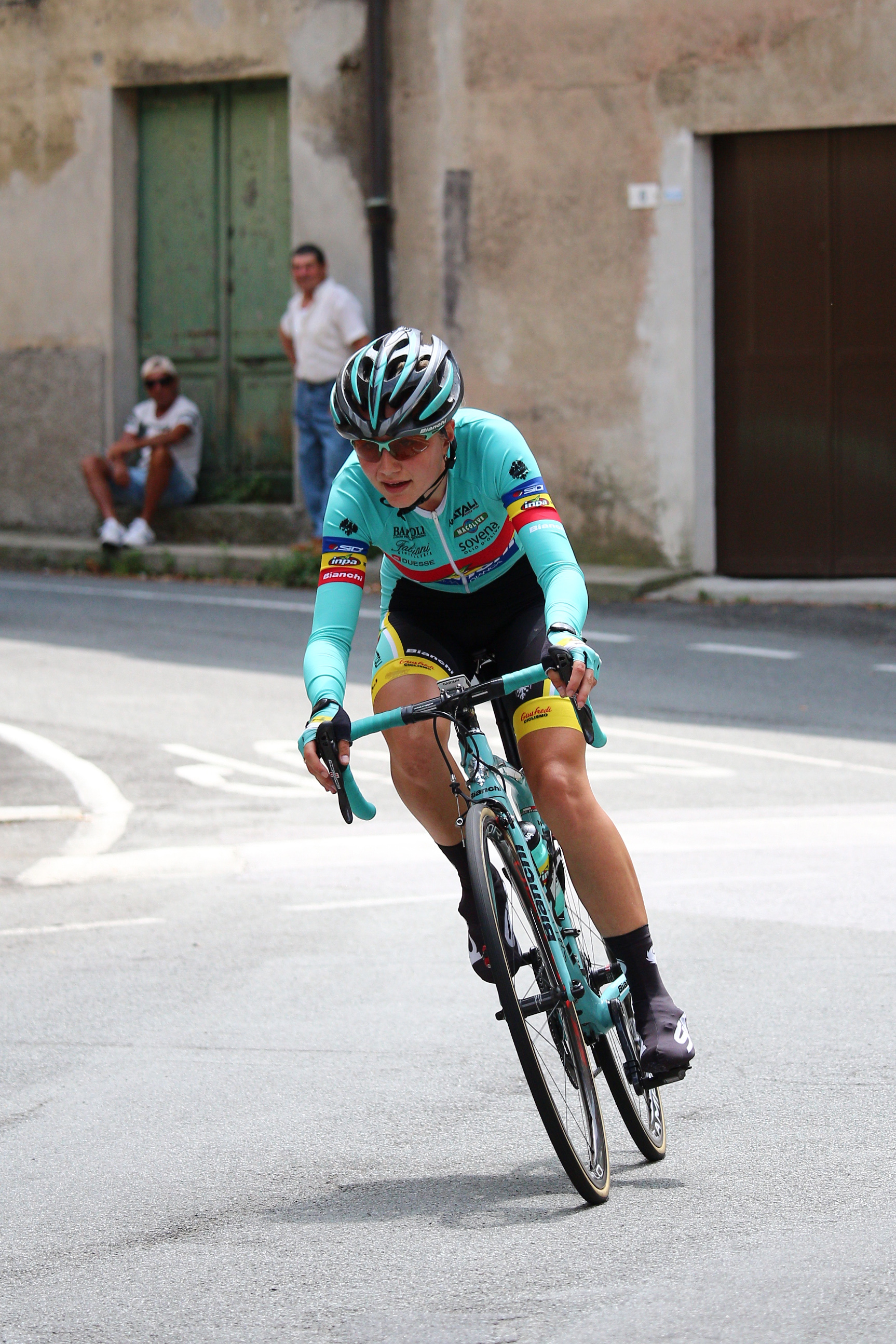
Ana Maria Covrig in de Giro Rosa 2016.

- Roemeens kampioene op de weg
- Roemeens kampioene tijdrijden

2016
- Roemeens kampioene op de weg
- Roemeens kampioene tijdrijden

2017
- Roemeens kampioene op de weg
- Roemeens kampioene tijdrijden

2018
- Roemeens kampioene op de weg
- Roemeens kampioene tijdrijden

2019
- Roemeens kampioene op de weg
- Roemeens kampioene tijdrijden

### Uitslagen in voornaamste wedstrijden
| Jaar | Gent-Wevelgem | Ronde van Vlaanderen | Trofeo Alfredo Binda | Waalse Pijl | Ronde van Emilia |  | WK op de weg |
| ---- | ------------- | -------------------- | -------------------- | ----------- | ---------------- |  | ------------ |
| 2014 |               |                      |                      |             | 50e              |  |              |
| 2015 |               |                      | 76e                  | opgave      | 31e              |  |              |
| 2016 |               | opgave               | 66e                  | 65e         | 91e              |  |              |
| 2017 | opgave        | opgave               |                      |             |                  |  | opgave       |
| 2018 |               |                      |                      |             | 31e              |  | opgave       |
| 2019 |               |                      | 57e                  |             | 77e              |  |              |